# 克里倫山
71°33′S 2°10′W / 71.550°S 2.167°W
克里倫山是南極洲的山峰，位於毛德皇后地的瑪塔公主海岸，處於瓦爾肯山西南面9公里，屬於阿爾曼嶺的一部分，由挪威製圖師根據測量和空中照片繪入地圖。